# Souk Tlata
Souk Tlata, ou Souk Thlata, est une commune de la wilaya de Tlemcen en Algérie.

## Géographie

### Situation
Le territoire de la commune de Souk Tlata est situé au nord-ouest de la wilaya de Tlemcen. Son chef-lieu est situé à environ 63 km à vol d'oiseau au nord-ouest de Tlemcen.
| MSirda Fouaga | Mer Méditerranée | Souahlia |
| MSirda Fouaga | Souk Tlata       | Souahlia |
| Bab El Assa   | Bab El Assa      | Souahlia |

### Localités de la commune
En 1984, la commune de Souk Tlata est constituée à partir des localités suivantes :
- Souk Thlata
- Ouled Benaïd
- Aghram
- Benanta
- Dar Mansour
- Sidi Yahia
- Dradek
- Dar Salah
- Tiliouine
- Heniniyène
- Ançor
- Kenfoud
- Daouda
- Bilek
- Dar Kache

## Démographie
La commune de Souk Tlata connaît un déclin démographique, selon le recensement général de la population et de l'habitat de 2008, la population de la commune de Souk Tlata est évaluée à 2 756 habitants contre 2 886 en 1998, c'est la commune la moins peuplée de la wilaya de Tlemcen, elle enregistre un taux de croissance annuel négative (-0,5 % contre 1,2 % pour l’ensemble de la wilaya), sur la période 2008-1998.